# Косовський міф
Косовський міф (серб. косовски мит) або ж косовський культ (косовски култ) є одним із ключових сербських державотворчих міфів, які лежать в основі сербської національної ідентичності.
Поява косовського міфу пов'язана з сербською епічною народною піснею, Косовским циклом і покосовським циклом. Косовський міф протягом віків надихав численних митців, поетів і мислителів.
Косово в сербській державності, історії і міфології вважається святим місцем, джерелом національного духу і гарантом національного значення[джерело?].

## Зміст
Відповідно до косовського міфу, серби у Битві на Косовому полі 1389 року на чолі з Лазарем Хребеляновичем свідомо жертвували своїм земним царством щоб здобути Царство Небесне, котре є основою православного християнства. Соціолог релігії Мірко Джорджевич косовський міф аналізує таким чином: 
|  | Князь Лазар програв битву, але віками міцно пропагується його одностайний образ: він програв не через те, що не знав як провадити політику чи тому що був військово слабкий, але тому що вибрав Царство небесне. |

Окрім того, деякі критики міфу наголошують, що романтична сербська версія Битви на Косовому полі наголошує лише на героїзмі і мучеництві князя Лазара, стираючи з історичної пам'яті той факт, що проти турецького війська на Косовому полі спільно з сербським билися і албанський та боснійські володарі.

## Політичне використання
Косовський міф відіграє важливу роль в сербській політиці від 19 століттяі надалі. Наприкінці 1860-их косовський культ стає центральною темою сербського націоналізму і засобом виправдання сербських претензії до Косова. У Балканських війнах 1912 року, сербські війська захопили Косово і частини Метохії, що сербська політика пояснювала як визволення Косова і помсту Османській імперії за сербську військову поразку з 1389року.
В кінці 1980-тих років, у Сербії сталося відродження косовського міфу, що Сербська православна церква активно заохочувала. 1988 року мощі сербського середньовічного князя Лазара Хребеляновича, який повів сербів у бій проти османського війська на Косовому 1389 року, з великим розголосом носили по всій Сербії та Боснії і Герцеговині. Святий князь Лазар вважається символом сербського мучеництва і автором слів за «Небесну Сербію», закріплених за праведними сербами, які жили та померли за хрест і батьківщину. З нагоди відзначення 600-ї річниці битви на Косовому полі, Слободан Милошевич у промові на Газиместані скористався символічною силою косовського міфу задля згуртування мас навколо своєї політики.
Косовський міф і надалі відіграє важливу роль в сербській політиці і сербсько-албанському конфлікті за територію Косова і Метохії. Так, наприклад, рік, коли відбулась Битва на Косовому полі, взято за назву сербського націоналістичного руху „1389“.

## Албанський погляд на Косово
Албанці сприймають Косово як символ «древньої албанської землі», який безпосередньо пов'язує античну іллірійську і сучасну албанську етнічну спільноту на цих територіях, вважають його символом діаспорного націоналізму у вигляді вимоги земель Косова і Метохії, які у XX ст. для тамтешніх албанців стали символом окупованої етнічної території. Для цього з кінця Другої світової війни з боку КПЮ Йосипа Броза систематично працювали над знищенням сербських міфів про Косово і бажання жити в цій області та заохочуванням албанських претензій[джерело?].